# Ma vie Made in Canada
 (décembre 2017).
Ma vie Made in Canada est une série documentaire canadienne en quatre épisodes de 52 minutes produite par Machine Gum et diffusée sur les ondes d'Unis à l'automne 2017,.

## Synopsis
La série suit l'animateur et journaliste Frédéric Choinière qui décide de ne consommer que des biens et services 100 % canadiens pendant une année. Cette quête l'amène à rencontrer différents spécialistes et à s'interroger sur les enjeux liés à l'environnement, à l'économie et au soutien des travailleurs canadiens. En entrevue avec le journal L'Express de Toronto, Frédéric Choinière explique sa démarche : « nous voulons voir à quel point il est possible et souhaitable de ne consommer que des produits et services canadiens, mais aussi de découvrir ce qui se fait encore au Canada »

## Épisodes
Chaque épisode se déroule pendant une saison et s’intéresse à des aspects différents de la consommation de produits et services canadiens,.

### Premier épisode
Dans le premier épisode de la série : Les débuts sous le soleil estival, Frédéric amorce sa quête en faisant l’inventaire de ses biens fabriqués au Canada et tente de meubler son nouvel appartement avec des meubles et des électroménagers canadiens. Il en apprend plus sur la différence entre un produit « fait au Canada » et un « produit du Canada » ainsi que sur l’alimentation locale.

### Deuxième épisode
Dans l'épisode intitulé Une rentrée automnale 100 % canadienne, Frédéric cherche les vêtements faits au Canada et s’intéresse aux produits électroniques, aux transports et à la culture 100 % canadiens.

### Troisième épisode
Dans l'épisode 3, Mon pays, ce n’est pas un pays, c’est l’hiver, Frédéric fait des sports d’hiver et magasine un manteau d’hiver canadien, s’interroge sur l’énergie produite au Canada et prépare des fêtes 100 % canadiennes.

### Dernier épisode
Dans le dernier épisode de la série, L’heure du ménage de printemps, Frédéric aborde la consommation de produits financiers canadiens, s’interroge sur les produits d’entretien, l’industrie pharmaceutique et les enjeux politiques de la consommation de produits canadiens. Il en profite pour faire le bilan de son aventure.